# Robin Anderson
Robin Kimberly Anderson (født 12. april 1993 i Long Branch, New Jersey, USA) er en professionel tennisspiller fra USA.